# Мики 17
„Мики 17“ (на английски: Mickey 17) е научнофантастична черна комедия от 2025 г. на режисьора Пон Джун Хо по негов сценарий и е базиран на едноименния роман, написан от Едуард Аштън. Във филма участват Робърт Патинсън, Наоми Аки, Стивън Ян, Тони Колет и Марк Ръфало.
Премиерата на филма се състои на 75-ия международен филмов фестивал в Берлин на 15 февруари 2025 г. и излиза по кината в САЩ на 7 март 2025 г. в разпространение от „Уорнър Брос Пикчърс“.

## Актьорски състав
- Робърт Патинсън – Мики Барнс
- Наоми Аки – Наша Аджая
- Марк Ръфало – Кенет Маршъл
- Тони Колет – Илфа Маршъл
- Стивън Ян – Тимо
- Патси Феран – Дороти
- Камерън Бритън – Аркади
- Даниел Хеншал – Престън
- Стив Парк – Агент Зийк
- Анамария Вартоломеи – Кай Кац
- Холидей Грейнджър – Джема
- Томас Търгуз
- Ангъс Имри
- Тим Кей

## Производство
Разработката на филмовата адаптация по едноименния роман на Едуард Аштън започва в началото на 2022 г., Пон Джун Хо пише сценария, режисира и продуцира филма за „Уорнър Брос Пикчърс“. Робърт Патинсън е добавен в актьорския състав през май 2022 г. Наоми Аки, Тони Колет и Марк Ръфало също се присъединяват към състава. През юли Стивън Ян е добавен в състава.
Производството на филма започва в Warner Bros. Studios, Leavesden на 2 август 2022 г. и приключва през декември 2022 г.